# Poulan-Pouzols
Poulan-Pouzols település Franciaországban, Tarn megyében. Lakosainak száma 486 fő (2022. január 1.). Poulan-Pouzols Carlus, Lamillarié, Lombers, Orban és Rouffiac községekkel határos.

## Népesség
A település népességének változása:
| Lakosok száma | 451  | 478  | 490  | 498  | 497  | 495  | 494  | 488  | 486  |
|               | 2013 | 2015 | 2016 | 2017 | 2018 | 2019 | 2020 | 2021 | 2022 |